# Арчешть-Кот
Арчешть-Кот, Арчешті-Кот (рум. Arcești-Cot) — село у повіті Олт в Румунії. Входить до складу комуни Плешою.
Село розташоване на відстані 145 км на захід від Бухареста, 8 км на захід від Слатіни, 39 км на схід від Крайови.

## Населення
За даними перепису населення 2002 року у селі проживали 727 осіб. Усі жителі села рідною мовою назвали румунську.
Національний склад населення села:
| Національність | Кількість осіб | Відсоток |
| -------------- | -------------- | -------- |
| румуни         | 716            | 98,5%    |
| цигани         | 11             | 1,5%     |